# Samuel Bayer
Samuel David Bayer (* 17. Februar 1962 in Syracuse) ist ein US-amerikanischer Regisseur.

## Leben
1987 schloss er die New Yorker School of Visual Arts ab und sah Filme und Videos als Medium, um seine Kunst unter großem Publikum zu verbreiten.
Er hat hunderte von Musikvideos gedreht; seine Karriere startete er mit dem Video zu Nirvanas Smells Like Teen Spirit, welches von MTV als eines der einflussreichsten jemals gedrehten Musikvideos bezeichnet wurde. Er drehte unzählige weitere Musikvideos; unter anderem für die Rolling Stones, Marilyn Manson, Metallica, Smashing Pumpkins, David Bowie, Aerosmith, Lenny Kravitz, Blink-182, My Chemical Romance und Green Day.
2010 erschien sein erster Spielfilm A Nightmare on Elm Street.

## Filmografie (Auswahl)
- 2010: A Nightmare on Elm Street